# 路易西托·皮耶
路易西托·皮耶（西班牙語：Luisito Pié，西班牙語發音：[lwiˈzito pje]，1994年3月4日—）生于蒙特普拉塔巴亚瓜纳，是一名多米尼加男子跆拳道运动员，拥有海地血统。他曾于2011年加入多米尼加海军。2016年，他在里约奥运中获得跆拳道男子58公斤级铜牌，这是多米尼加队在该届奥运所获得的唯一一枚奖牌。他的弟弟貝爾納多同样是一名跆拳道选手。